# Агніт-Следзевський Казимир Генріхович
Казимир Ге́нріхович А́гніт-Следзе́вський (След-Зевський) (Агніт-Казимир Генріхович Следзевський; 27 травня 1898, Санкт-Петербург — 6 листопада 1973, Київ) — український радянський графік; член Асоціації художників Червоної України у 1926—1929 роках та Спілки радянських художників України. Заслужений діяч мистецтв УРСР з 1960 року.

## Життєпис
Народився 15 [27] травня 1898 року у Санкт-Петербурзі у сім'ї артиста балету, режисера Київського оперного театру Генриха Керевича та співачки українських і російських хорових колективів В. Следзевської. У 1908—1916 роках навчався в київській приватній гімназії А. Стельмашенка, одночасно у 1913—1916 роках — у Києві в художній студії Олександра Мурашка у Івана Селезньова; у 1916—1922 роках — на механічному факультеті Київського політехнічного інституту. Його першим учителем малювання у 1910 році був художник-декоратор Київського оперного театру Семен Евенбах. З 1914 року паралельно з навчанням працював кочегаром, помічником машиніста, санітаром, вантажником тощо.
З 1923 року — карикатурист газет «Молодий пролетарій» (1923—1925), «Більшовик», «Пролетарська правда» (1925—1926), журналів «Глобус», «Факел». Протягом 1936—1941 років працював у газетах «Комсомолець України», «Комсомольська правда», журналі «Перець», видавництві «Мистецтво», Комбінаті Художнього фонду УРСР. У 1937—1941 роках працював у жанрі «об'ємного шаржу», створив низку сатиричних лялькових персонажів для створеного ним разом із Т. Следзевською першого пересувного Українського сатиричного театру ляльок для дорослих.

Могила художника

Брав участь у німецько-радянській війні, був співробітником газети «За Радянську Україну». За завданням політуправлінь Південно-Західного, Донського, Сталінградського фронтів та Українського штабу партизанського руху виконав сотні рисунків, плакатів, листівок, карикатур для фронтової преси. Нагороджений медаллю «За оборону Сталінграда»;
В 1944—1973 роках — співробітник журналу «Перець». Член ВКП(б) від 1946 року. Жив у Києві на вулиці Льва Толстого (нині Гетьмана Павла Скоропадського), № 25, квартира № 104. Помер у Києві 6 листопада 1973 року. Похований на Байковому кладовищі (ділянка № 33).

## Родина
- Мати — співачка хору Вікторія Следзевська.
- Батько — артист балету, режисер, бутафор Київського міського оперного театру Генрих Керевич.
- Донька — лікарка-кардіолог, реабілітолог, доктор медичних наук Ірина Следзевська (1928—2015).
  - Зять — лікар-кардіолог, терапевт, доктор медичних наук Георгій Яновський (1928—2006)[2].

## Творчість
Працював у галузі сатиричної, станкової та книжкової графіки. Виконав
ілюстрації до книжок
- «Історія одного міста» (1930–1931), «Казки» (1953) та «Премудрий піскарь» (1958) Михайла Салтикова-Щедріна;
- поеми Тараса Шевченка «Сон» (1938–1939, кольорові олівці). Створив сатиричні станкові твори за її мотивами (1958, гуаш, акварель; 1963, літографія) та за мотивами поеми «Юродивий» (1963, літографія) і поезії «Колись то ще, во время оно» (1963, літографія);
- «Мийдодір» (1949) і «Лікар Айболить» (1958) Корнія Чуковського;
- вірші «Павук і муха» Дем'яна Бєдного (1957);
- «Диспут» Генріха Гейне (1957);
- «Папська сльоза» Ярослава Галана (1958);

серії малюнків
- «Маршрути історії» (1930—1933, акварель, туш);
- «Гітлерія» (1943—1944, акварель, сангіна, гуаш, туш; окремі листи в Донецькому художньому музеї);
- «Щоденник Карла Дормана» (1944);
- «Перевертні» (1945);
- «Вампіри» (1945, пастель; Донецький художній музей);
- «Чорне минуле» («Вороги революції») (1957—1966);
- на теми творів Ярослава Галана (1959—1960, гуаш; Музей Ярослава Галана у Львові);
- «Суть історична — мова сатирична» (1968);

сатиричні малюнки і плакати
- «Вільне голосування по-фашистському» (1934);
- «Фронтове агітвікно № 1» (1941);
- «Під славним містом, під Києвом» (1943);
- «Бублики» (1944);
- «Догрався» (1945);
- «Про легковажну птицю» (1945);
- «Святі дари» (1952);
- «Гаряча промивка» (1954);
- «Альпініст» (1955);
- «Багдадський злодій» (1956);
- «Чорне минуле» (1957);
- «Сейф атомника» (1960);
- «Недодача. Дача. Передача» (1960);
- «А ви таких „культурних“ бачили?» (1961);
- «Так проводив трутень дні — ось і трутня труднощі» (1961);
- «Який би ретязь не сплести?» (1962);
- «Батьківщино, приймай ювілейний врожай» (1967);
- «Свині рогатій — вузлик на згадку» (1968);

карикатури
- «Під П'ятихаткою. Вчора — хата під п'яткою, сьогодні — п'яти під хаткою» (1944);
- «Гад-Дольфу Гітлеру»;
- «Ніжинський засіл»;

інше
- портрет Арія Пазовського (1935, ксилографія);
- «Крейсер Аврора» (1947, ліногравюра; Одеський художній музей);
- «Наш шлях» (1951, гуаш; Національний художній музей України);
- «На Дніпрі» (1957, акварель);
- літографії на теми «Співомовок» Степана Руданського (1958);
- «Інкубатор» (1963, автолітографія).

Брав участь у всеукраїнських виставках з 1926 року, всесоюзних з 1963 року, зарубіжних з 1964 року, зокрема:
- По селах, містечках і містах України (1926, Київ; проведена АХЧУ);
- Перша українська художня виставка (1927, Київ);
- Виставка до 125-річчя з дня народження Тараса Шевченка (1939);
- Виставках Спілки художників України (1943—1957).

Персональна виставка відбулася у Києві у 1958 році.
Роботи художника зберігаються у Національному музеї у Львові, Сумському, Одеському, Закарпатському, Луганському художніх музеях.